# Cal Sastre (Vallfogona de Riucorb)
Cal Sastre és una casa d'habitatge renaixentista de Vallfogona de Riucorb (Conca de Barberà) protegida com a Bé Cultural d'Interès Local.

## Descripció
Està situada al carrer del Forn. Fou realitzada en paredat i les cobertes són de teula. Presenta tres plantes. A la planta baixa hi ha una porta de garatge. A la planta principal la porta d'accés a la casa, emmarcada amb carreus, presenta una punta gòtica esculpida. També hi ha dues finestres renaixentistes amb ampit i motllura guardapols. A la part superior d'una hi ha un escut gravat amb la data de 1568. La planta superior és la menys artística i presenta dues portes sortides de balcó.